# Сражение при Бухайн-голе
Сражение при Бухайн-голе или Сражение при Дафэйчуане (кит. 大非川之战) — сражение 670 года во время очередной танско-тибетской войны.
Великий советник императора Тибета Донцан (он же Гар Тонцен) пытался договориться с танским императором Гаоцзуном о разделе буферного государства Тогон, но его предложения были отвергнуты. Донцан умер, оставив четырёх сыновей, по дарованиям не уступавших отцу; старший, Циньлин (он же Гар Тринринг Цэндро), стал великим советником, а младшие — военачальниками, и война началась.
Имперское правительство оказалось в крайне затруднительном положении, так как лучшие войска были заняты в Корее, завоевание которой было закончено только в 668 году. За это время тибетцы, по словам Бичурина, разбили 12 китайских областей, населённых кянами, и усилили своё войско за счёт присоединённых дансянов (тангутов) и хоров (тогонцев). Около 670 года тибетская армия ворвалась в бассейн Тарима и, опираясь на сочувствие тюркютов и союз с Хотаном, разрушила стены Кучи, вследствие чего весь Западный край, кроме Сичжоу (Турфана), оказался во власти тибетцев. Стремясь вернуть утраченное, 9 апреля 670 года император назначил Сюэ Жэньгуя командующим операцией, и армия численностью 50 000 человек выступила в поход с целью занять западную часть Цинхая и «вернуть тогонского хана в его страну».
Сюэ Жэньгуй повел танскую армию через Шаньчжоу (ныне Леду, Цинхай) в Дафэйчуань, южнее озера Цинхай (Кукунор). Сюэ Жэньгуй оставил Го Дайфэна с корпусом в 20 000 человек в Дафэйчуане для охраны обоза и приказом дожидаться разрешения следовать дальше. После этого Сюэ Жэньгуй с авангардом двинулся дальше, разбил тибетскую армию при Хэкоу (ныне Мадё, Цинхай) и захватил город Ухай. 
Однако Го Дайфэн не подчинился приказу Сюэ Жэньгуя и не стал ждать сигнала, а продолжил движение после того, как Сюэ ушел, и в пути был перехвачен и разбит тибетской армией (по китайским данным численностью 200 000 человек). Все припасы танской армии были потеряны, и Сюэ Жэньгуй был вынужден отступить из Ухая в Дафэйчуань, где подошедшие тибетцы блокировали противника до августа. 
После того как подошли подкрепления и тибетская армия стала насчитывать, по китайским данным, более чем 400 000 человек, Циньлин атаковал Сюэ Жэньгуя, войска которого оказали упорное сопротивление, но в конечном итоге были побеждены.
Сюэ Жэньгуй был вынужден заключить с тибетцами перемирие и только тогда получил возможность отступить. Другое войско, посланное против тибетцев, вернулось с дороги вследствие смерти военачальника, и на этом закончился первый этап войны. В результате победы тибетская армия заняла западный Цинхай и четыре города Аньси.